# U.S. Route 350
La U.S. Route 350 (US 350) est une US Route auxiliaire de la US 50 parcourant 73 miles (117 km) entièrement au Colorado. Elle relie Trinidad à La Junta.

## Description du tracé

### Colorado
La US 350 débute à une intersection avec la US 160 au nord-est de Trinidad. Elle se dirige vers le nord-est et traverse la Purgatoire River. Elle longe sur toute sa longueur la voie ferrée de la Atchison, Topeka and Santa Fe Railway. Elle traverse le désert du sud-est du Colorado et passe par la Comanche National Grassland. Elle ne croise qu'une seule autre route sur son trajet, la SH 71 à proximité de La Junta. Elle continue vers le nord-est et atteint La Junta. Elle emprunte 5th Street et Barnes Avenue avant de se terminer à la jonction avec la US 50.

## Intersections majeures
Colorado
 US 160 près de Trinidad
 US 50 à La Junta